# Ра’с аль Гул
Ра’с аль Гул (англ. Ra’s al Ghul от араб. رأس الغول‎ — «Голова Демона» (англ. Demon's Head) в официальном английском переводе) — персонаж вселенной DC Comics, враг Бэтмена; одержимый линчеватель. Был создан Деннисом О’Нилом и Нилом Адамсом и впервые появился в Batman #232 (июнь 1971).

## Оригинальная история из комиксов
Имя «Ра’с аль Гул» дословно переводится с арабского как «Голова Гуля» — мифического восточного существа, тесно связанного с нежитью. Английский перевод — «Голова Демона» — не досконален. Реальное же имя Ра’с аль Гула неизвестно. Batman: Birth of the Demon дает приблизительную цифру в 500 лет для возраста Ра’с аль Гула. Предполагается, что из-за того, что он прожил так долго, он потерял представление о том, сколько ему лет. Азраил № 6 (июль 1995 г., написанный Деннисом О’Нилом) приближает возраст Ра’са к 450 годам. Как он говорит Жан-Полю Вэлли: «Я выгляжу энергичным за пятьдесят. На самом деле мне очень энергично четыреста сорок восемь… или четыреста пятьдесят три? Я сбился со счета во время Черной чумы. Неважно». В Batman Annual # 25 (опубликованном в 2006 г.) Ра’с аль Гул описывается как «700-летний международный террорист». Все эти годы Ра’с путешествовал по миру, накапливая знания и богатства. К XX веку Яма Лазаря окончательно свела Ра’са с ума — он стал одержим идеей всемирного геноцида для создания рая на Земле.

## Силы и способности
Из-за своего фактического бессмертия Ра’с аль Гул накопил огромные знания в области рукопашного боя, химии, дедуктивного мышления, физики и военного искусства. Также за годы странствий он получил много международных связей и обширное состояние, нажитое веками.
Самое главное орудие Ра’с аль Гула — Яма Лазаря, излечивающая любые раны, а также возвращающая его к жизни в случае недавней смерти, если это необходимо. Постоянное использование Ямы также дарует ему повышенную выносливость и исцеление. К тому же в его подчинении находится организация Лига теней, так что Ра’с не испытывает недостатка в преданных сторонниках. Всё это делает его серьёзным и опасным противником.

## Вне комиксов

### Кино
«Бэтмен: Начало»

Лиам Нисон в роли Дюкарда в фильме «Бэтмен: Начало» (2005)

В фильме «Бэтмен: Начало» Ра’с аль Гул — один из главных злодеев, глава Лиги Теней, притворяющийся его слугой. Эта загадочная организация в течение веков следит за развитием человеческого общества и уничтожает города, полностью погрязшие в преступлениях и пороках.
В первом фильме новой трилогии Бэтмен оказывается на базе Лиги, где получает навыки физической и психической борьбы. После, узнав, что Лига хочет уничтожить Готэм, он взрывает порох, убивая тем самым Ра’с аль Гула и спасая Анри Дюкарда — своего учителя. Но Лига, договорившись с Кармайном Фальконе и Джонатаном Крейном о поставках и распространении через канализацию токсина страха, продолжала действовать.
Когда Лига появляется в Готэме, Бэтмен узнаёт, что Анри Дюкард и есть самый настоящий Ра’с аль Гул, а убитый в храме был обычным жрецом, выдававшим себя за него. Его люди освободили из больницы Аркхэм заключённых. В финальной схватке Бэтмен с помощью сержанта Гордона останавливает его и спасает Готэм. Сам Ра’с погибает в поезде, оставленный там Бэтменом.
Лиам Нисон повторил роль Ра’с аль Гуля фильме Тёмный рыцарь: Возрождение легенды он появился качестве галлюцинации когда Бэтмен был в тюрьме Бейна.

### Телевидение
На протяжении всего второго сезона сериала «Стрела» упоминается о Ра’с аль Гуле как о человеке, приказавшем вернуть «блондинку в чёрной коже» обратно. Также в сериале появляется дочь Ра’са — Нисса аль Гул. В последних сезонах так же появляется и вторая дочь Ра'са - Талия аль Гул, которая, как выясняется позднее, была учителем Оливера Куина.
В третьем сезоне его роль исполняет Мэтью Нэйбл. Когда Малькольм Мерлин подставил сестру Оливера, тот вызвал Ра’са на дуэль, чтобы спасти её. Оливер проиграл, но выжил, из-за чего Ра’с вспомнил пророчество, согласно которому его преемником станет выживший после его меча. Когда Зелёная Стрела и Джон Диггл прибывают в крепость Лиги, чтобы спасти Малькольма, Ра’c пленит их, но после освобождает и просит Стрелу занять его место. Он рассказывает о том, что Источник Жизни (сериальный аналог Ямы Лазаря) продлевает жизнь Ра’с аль Гулу, как и его предшественнику, но его восприимчивость к водам Источника снижается, и потому Лиге нужен новый лидер. Оливер отказывается, из-за чего Ра’с отдаёт приказ бойцам Лиги переодеться в униформу Зелёной Стрелы и беспощадно убивать преступников, делая из героя «врага общества». Ра’с не оставляет выбора Оливеру, и тот соглашается стать его преемником, проходя обряд посвящения в Аль Сахима (наследника демона). В обряд входило уничтожение Старлинг-сити. Также Ра’с заставил Оливера жениться на своей дочери, Ниссе аль Гул. Перед тем, как распылить био-оружие, Оливер устраивает диверсию на самолёте, отключив 2 двигателя. В небе над городом Оливер решается убить Ра’с аль Гула. После неудачной попытки Ра’с спасается с самолёта и вызывает Оливера на поединок. Оливер убивает Ра’са, забирая его должность и передаёт титул Малкольму Мерлину.
Появляется в сериале «Легенды завтрашнего дня» в эпизоде «Оставленное позади».
Также Ра’c появится в конце третьего сезона «Готэма» в исполнении Александра Сиддига. В «Готэме» Ра’c хочет сделать из Брюса Уэйна своего наследника. Для этого аль Гуль сначала заставляет его убить Альфреда (что Брюс делает, но потом жалеет об этом и с помощью ямы Лазаря возрождает дворецкого), а затем убивает Алекса — нового друга Брюса, у которого был нужный Ра’cу клинок. Из-за убийства ребёнка Гордон засадил Голову Демона в тюрьму «Блэкгейт». За главой Лиги Теней пришёл Брюс, но аль Гул предвидел это и устраивает Уэйну ловушку. В конечном исходе Гул умоляет, чтобы будущий Бэтмен убил его, ибо если юный тёмный рыцарь откажется, то Ра’c в будущем убьёт его семью. В итоге Брюс выполняет желание Головы Демона и убивает его. Убийство Ра’са здорово влияет на Брюса, из-за чего у Уэйна возникают частые ссоры с Альфредом.

### Мультипликация
- Ра’с аль Гул появляется в анимационном фильме «Бэтмен: Под красным колпаком» (2010), где оживляет погибшего от рук Джокера Джейсона Тодда, поскольку Ра’с не планировал смерти Джейсона и испытывал чувство вины за то, что связался с психопатом. Озвучил Джейсон Айзекс.
- «Бэтмен: Мультсериал». В эпизодах:
  - Сезон 1, Серия 44: Off Balance/Без баланса (камео);
  - Сезон 1, Серия 57-58: The Demon’s Quest/Загадка Демона;
  - Сезон 2, Серия 8: Avatar/Воплощение;
  - Сезон 2, Серия 2: Showdown/Проба сил.
- «Superman: The Animated Series». Сезон 3, Серия 11: The Demon Reborn/Демон возрождается.
- «Бэтмен будущего». Сезон 3, Серия 5: Out of the Past/Назад в прошлое.
- «Юная Лига Справедливости».
- В мультфильме «Сын Бэтмена» Ра’с аль Гул погибает от рук Детстроука.
- Ра’с аль Гул объединяется со Шреддером в мультфильме «Бэтмен против Черепашек-ниндзя». Озвучил Кас Анвар.
- Появляется в мультфильме «Несправедливость».

### Компьютерные игры
- В игре LEGO Batman появляется в качестве приобретаемого персонажа. Становится доступным для покупки после спасения всех мирных жителей.
- В «Batman: Arkham Asylum» в морге лечебницы можно найти тело Ра’с аль Гула, которое потом бесследно исчезает.
- В игре «Batman: Arkham City» Ра’с аль Гул — один из главных злодеев. Также присутствует дочь Ра’са, Талия, которая влюблена в Бэтмена. Ра’с аль Гул стоял за всеми действиями Хьюго Стрэнджа, однако убил его, так как, по его мнению, он ничем не отличался от преступников, собранных в Аркхем-сити. После этого Стрейндж устроил взрыв, и Ра’с аль Гул погиб во время полёта, убив себя собственным мечом. Но потом тело исчезает с места смерти.
- В игре «LEGO Batman 2: DC Super Heroes» является одним из дополнительных боссов и игровым персонажем.
- В игре «Batman: Arkham Origins» не появляется, хотя его вскользь упоминает Шива, при этом не называя его имени.
- В игре «Batman: Arkham Knight» является одним из нейтральных персонажей. После своего поражения и смерти в Аркхем-Сити снова пытается вернуться к жизни, что приводит к расколу в Лиге Теней. Ополчение возглавляет его дочь Нисса Раатко, которая считает что её отец больше не имеет ничего общего с живым человеком и что убить его будет скорее актом милосердия нежели жестокости. Обещает Бэтмену, в благодарность за содействие, покинуть Готэм раз и навсегда, уведя за собой Лигу Теней. Игроку дается выбор: позволить Ра’c аль Гулу снова воскреснуть, дав ему образец воды из нового источника Лазаря, тем самым позволив ему убить Ниссу и скрыться. Или разбить образец у него на глазах и уничтожить машину которая питает то, что от него осталось, позволяя ему спокойно умереть от старости в течение нескольких дней. В этом варианте Нисса исполняет обещание, а Бэтмен доставляет Ра’с аль Гула в камеру-лазарет полицейского участка, на что Ра’с аль Гул из последних сил отвечает: «Детектив, я горжусь тобой».

## Критика и отзывы
- Ра’с аль Гул № 7 в списке 100 величайших злодеев комиксов по версии IGN.
- Ра’с аль Гул № 2 в списке 10 самых лучших врагов Бэтмена по версии IGN[2].
- Злодей получил 11 место в списке лучших бессмертных персонажей по версии сайта UGO.com.[3]